# Ferran
Ferran település Franciaországban, Aude megyében. Lakosainak száma 132 fő (2022. január 1.). Ferran Brézilhac, Cailhau, Cailhavel, Fenouillet-du-Razès, Gramazie és Mazerolles-du-Razès községekkel határos.

## Népesség
A település népességének változása:
| Lakosok száma | 83   | 70   | 57   | 99   | 102  | 105  | 111  | 120  | 124  | 132  |
|               | 1968 | 1982 | 1990 | 2006 | 2013 | 2015 | 2017 | 2019 | 2020 | 2022 |